# Észak-Korea az 1992. évi nyári olimpiai játékokon
Észak-Korea a spanyolországi Barcelonában megrendezett 1992. évi nyári olimpiai játékok egyik részt vevő nemzete volt. Az országot az olimpián 12 sportágban 64 sportoló képviselte, akik összesen 9 érmet szereztek.

## Érmesek
| Érem  | Versenyző                                     | Sportág       | Versenyszám              |
| ----- | --------------------------------------------- | ------------- | ------------------------ |
| Arany | Kim Il                                        | Birkózás      | Férfi szabadfogás, 48 kg |
| Arany | Ri Hakszon (Ri Hak-son)                       | Birkózás      | Férfi szabadfogás, 52 kg |
| Arany | Cshö Csholszu (Choi Chol-su)                  | Ökölvívás     | Légsúly                  |
| Arany | Pe Gilszu (Pae Gil-su)                        | Torna         | Férfi lólengés           |
| Bronz | Ri Bunhi (Ri Bun-hui)                         | Asztalitenisz | Női egyes                |
| Bronz | Ri Bunhi (Ri Bun-hui) Ju Szunbok (Yu Sun-Bok) | Asztalitenisz | Női páros                |
| Bronz | Kim Jongsik (Kim Yong-sik)                    | Birkózás      | Férfi szabadfogás, 57 kg |
| Bronz | Ri Gvangsik (Ri Gwang-sik)                    | Ökölvívás     | Harmatsúly               |
| Bronz | Kim Mjongnam (Kim Myong-nam)                  | Súlyemelés    | Férfi 75 kg              |

| Sport         |   |   |   | Összesen |
| Asztalitenisz | 0 | 0 | 2 | 2        |
| Atlétika      | 0 | 0 | 0 | 0        |
| Birkózás      | 2 | 0 | 1 | 3        |
| Cselgáncs     | 0 | 0 | 0 | 0        |
| Íjászat       | 0 | 0 | 0 | 0        |
| Kerékpározás  | 0 | 0 | 0 | 0        |
| Műugrás       | 0 | 0 | 0 | 0        |
| Ökölvívás     | 1 | 0 | 1 | 2        |
| Sportlövészet | 0 | 0 | 0 | 0        |
| Súlyemelés    | 0 | 0 | 1 | 1        |
| Torna         | 1 | 0 | 0 | 1        |
| Összesen      | 4 | 0 | 5 | 9        |

| Naponként | Naponként    | Naponként | Naponként | Naponként | Naponként | Naponként |
| --------- | ------------ | --------- | --------- | --------- | --------- | --------- |
| Nap       | Dátum        |           |           |           | Összesen  |           |
| 1. nap    | Július 25.   | —         | —         | —         |           |           |
| 2. nap    | Július 26.   | 0         | 0         | 0         | 0         |           |
| 3. nap    | Július 27.   | 0         | 0         | 0         | 0         |           |
| 4. nap    | Július 28.   | 0         | 0         | 0         | 0         |           |
| 5. nap    | Július 29.   | 0         | 0         | 0         | 0         |           |
| 6. nap    | Július 30.   | 0         | 0         | 1         | 1         |           |
| 7. nap    | Július 31.   | 0         | 0         | 0         | 0         |           |
| 8. nap    | Augusztus 1. | 0         | 0         | 0         | 0         |           |
| 9. nap    | Augusztus 2. | 1         | 0         | 0         | 1         |           |
| 10. nap   | Augusztus 3. | 0         | 0         | 1         | 1         |           |
| 11. nap   | Augusztus 4. | 0         | 0         | 0         | 0         |           |
| 12. nap   | Augusztus 5. | 1         | 0         | 1         | 2         |           |
| 13. nap   | Augusztus 6. | 1         | 0         | 1         | 2         |           |
| 14. nap   | Augusztus 7. | 0         | 0         | 1         | 1         |           |
| 15. nap   | Augusztus 8. | 0         | 0         | 0         | 0         |           |
| 16. nap   | Augusztus 9. | 1         | 0         | 0         | 1         |           |
| Összesen  |              | 4         | 0         | 5         | 9         |           |

## Asztalitenisz
Férfi
| Versenyző                                                              | Versenyszám | Csoportkör | Csoportkör | Nyolcaddöntő             | Negyeddöntő       | Elődöntő          | Döntő             | Helyezés |
| Versenyző                                                              | Versenyszám | Ellenfél Eredmény | Hely.      | Ellenfél Eredmény        | Ellenfél Eredmény | Ellenfél Eredmény | Ellenfél Eredmény | Helyezés |
| ---------------------------------------------------------------------- | ----------- | --- | ---------- | ------------------------ | ----------------- | ----------------- | ----------------- | -------- |
| Ri Gunszang (Li Gun-Sang)                                              | Egyes       | I csoport · et-Táher Mohammed el-Mahdzsúb (LBA) · 2-0 · Sule Olaleye (NGR) · 2-1 · Ilija Lupulesku (IOP) · 2-0                                                                                           | 1.         | Jörg Roßkopf (GER) · 1-3 | kiesett           | kiesett           | kiesett           | 9.       |
| Cshö Gjongszop (Choi Kyong-Sob)                                        | Egyes       | P csoport · Roberto Casares (ESP) · 2-1 · Csetan Babúr (IND) · 2-0 · Carl Prean (GBR) · 0-2 | 2.         | kiesett                  | kiesett           | kiesett           | kiesett           | 17.      |
| Kim Szonghi (Kim Szonghi, Kim Song-Hui)                                | Egyes       | N csoport · Vatanabe Takehiró (JPN) · 2-0 · Marcos Núñez (CHI) · 2-0 · Steffen Fetzner (GER) · 1-2 | 2.         | kiesett                  | kiesett           | kiesett           | kiesett           | 17.      |
| Kim Dzsinmjong (Kim Jin-Myong) Kim Szonghi (Kim Szonghi, Kim Song-Hui) | Páros       | F csoport · Spanyolország (ESP) · Roberto Casares · José María Pales · 2-0 · Egyesült Államok (USA) · Jim Butler · Sean O'Neill · 2-0 · Egyesített Csapat (EUN) · Andrej Mazunov · Dmitrij Mazunov · 1-2 | 2.         |                          | kiesett           | kiesett           | kiesett           | 9.       |
| Ri Gunszang (Li Gun-Sang) Cshö Gjongszop (Choi Kyong-Sob)              | Páros       | B csoport · Horvátország (CRO) · Zoran Primorac · Dragutin Šurbek · 0-2 · Kína (CHN) · Lü Lin · Vang Tao (Wang Tao) · 0-2 · Peru (PER) · Walter Nathan · Yair Nathan · 2-0                               | 3.         |                          | kiesett           | kiesett           | kiesett           | 17.      |

Női
| Versenyző                                         | Versenyszám | Csoportkör | Csoportkör | Nyolcaddöntő                      | Negyeddöntő                                                                     | Elődöntő                                                       | Döntő             | Helyezés |
| Versenyző                                         | Versenyszám | Ellenfél Eredmény | Hely.      | Ellenfél Eredmény                 | Ellenfél Eredmény                                                               | Ellenfél Eredmény                                              | Ellenfél Eredmény | Helyezés |
| ------------------------------------------------- | ----------- | --- | ---------- | --------------------------------- | ------------------------------------------------------------------------------- | -------------------------------------------------------------- | ----------------- | -------- |
| Ri Bunhi (Ri Bun-hui)                             | Egyes       | D csoport · Galina Melnyik (EUN) · 2-0 · Alison Gordon (GBR) · 2-0 | 1.         | Otilia Bădescu (ROU) · 3-1        | Csen Ce-ho (Chen Zihe) (CHN) · 3-1                                              | Csiao Hung (Qiao Hong) (CHN) · 1-3                             | kiesett           |          |
| Kim Hjejong (Kim Hye-Yong)                        | Egyes       | M csoport · Ana María Godes (ESP) · 2-0 · Chan Suk Yuen (HKG) · 2-0 · Xiao-Ming Wang-Dréchou (FRA) · 2-1                                                                                         | 1.         | Emilia Elena Ciosu (ROU) · 0-3    | kiesett                                                                         | kiesett                                                        | kiesett           | 9.       |
| Ju Szunbok (Yu Sun-Bok)                           | Egyes       | H csoport · Helen Amankwah (GHA) · 2-0 · Lily Hugh-Yip (USA) · 2-0 · Chunli Li (NZL) · 2-0 | 1.         | Jamasita-Kaizu Fumijo (JPN) · 3-2 | Teng Ja-ping (Deng Yaping) (CHN) · 0-3                                          | kiesett                                                        | kiesett           | 5.       |
| Ri Bunhi (Ri Bun-hui) Ju Szunbok (Yu Sun-Bok)     | Páros       | D csoport · Tunézia (TUN) · Feiza Ben Aïssa · Sonia Touati · 2-0 · Svédország (SWE) · Charlotte Erlman · Marie Svensson · 2-0 · Csehszlovákia (TCH) · Marie Hrachová · Jaroslava Mihočková · 2-0 | 1.         |                                   | Dél-Korea (KOR) · I Dzsongim (Lee Jeong-Im) · Hong Szunhva (Hong Sun-Hwa) · 3-1 | Kína (CHN) · Csen Ce-ho (Chen Zihe) · Kao Csün (Gao Jun) · 1-3 | kiesett           |          |
| Kim Hjejong (Kim Hye-Yong) Ü Bokszun (Wi Bok-Sun) | Páros       | G csoport · Nigéria (NGR) · Bose Kaffo · Abiola Odumosu · 2-0 · Spanyolország (ESP) · Gloria Gauchia · Ana María Godes · 2-0 · Egyesített Csapat (EUN) · Irina Palina · Jelena Tyimina · 1-2     | 2.         |                                   | kiesett                                                                         | kiesett                                                        | kiesett           | 9.       |

## Atlétika
Férfi
| Versenyző                | Versenyszám | Döntő   | Döntő    |
| Versenyző                | Versenyszám | Idő     | Helyezés |
| ------------------------ | ----------- | ------- | -------- |
| Rju Okhjon (Ryu Ok-Hyon) | Maraton     | 2:40:51 | 80.      |

Női
| Versenyző                 | Versenyszám | Döntő   | Döntő    |
| Versenyző                 | Versenyszám | Idő     | Helyezés |
| ------------------------- | ----------- | ------- | -------- |
| Mun Gjonge (Mun Gyong-Ae) | Maraton     | 2:37:03 | 6.       |

| Versenyző             | Versenyszám | Selejtező | Selejtező | Döntő    | Döntő    |
| Versenyző             | Versenyszám | Eredmény  | Helyezés  | Eredmény | Helyezés |
| --------------------- | ----------- | --------- | --------- | -------- | -------- |
| Ri Jonge (Li Yong-Ae) | Távolugrás  | 617 cm    | 25.       | kiesett  | kiesett  |

## Birkózás
Szabadfogású
| Versenyző                       | Versenyszám | Csoportkör | Csoportkör | Helyosztók        | Helyosztók        | Helyosztók        | Bronz- mérkőzés            | Döntő                                    | Helyezés    |
| Versenyző                       | Versenyszám | Csoportkör | Csoportkör | 9. helyért        | 7. helyért        | 5. helyért        | Bronz- mérkőzés            | Döntő                                    | Helyezés    |
| Versenyző                       | Versenyszám | Ellenfél Eredmény | Hely.      | Ellenfél Eredmény | Ellenfél Eredmény | Ellenfél Eredmény | Ellenfél Eredmény          | Ellenfél Eredmény                        | Helyezés    |
| ------------------------------- | ----------- | --- | ---------- | ----------------- | ----------------- | ----------------- | -------------------------- | ---------------------------------------- | ----------- |
| Kim Il                          | 48 kg       | B csoport · Vugar Orudzsov (EUN) · 9-5 · Aldo Martínez (CUB) · 7-6 · Marian Avramov (BUL) · 3-0 · Reiner Heugabel (GER) · 10-4 (kétvállas)                                                               | 1.         |                   |                   |                   |                            | Kim Dzsongsin (Kim Jong-Sin) (KOR) · 4-1 |             |
| Ri Hakszon (Ri Hak-son)         | 52 kg       | A csoport · Joe Oziti (NGR) · 15-0 · Tserenbaataryn Enkhbayar (MGL) · 4-0 · Shane Stannett (NZL) · 11-0 (kétvállas) · Majid Torkan (IRI) · 4-0 · Ahmet Orel (TUR) · 17-8 · Valentin Jordanov (BUL) · 6-4 | 1.         |                   |                   |                   |                            | Zeke Jones (USA) · 8-1                   |             |
| Kim Jongsik (Kim Yong-sik)      | 57 kg       | A csoport · Kim Cshunho (Kim Chun-Ho) (KOR) · 12-2 · Szjarhej Szmal (EUN) · 2-4 · Tserenbaataryn Tsogtbayar (MGL) · 10-5 · Jürgen Scheibe (GER) · 5-0 · Rumen Pavlov (BUL) · 10-3                        | 2.         |                   |                   |                   | Remzi Musaoğlu (TUR) · 3-2 |                                          |             |
| Kim Gvangcshol (Kim Gwang-Chol) | 62 kg       | A csoport · Sin Szanggju (Sin Sang-Gyu) (KOR) · 6-2 · John Smith (USA) · 1-2 · Lázaro Reinoso (CUB) · 4-6                                                                                                | 6.         | kiesett           | kiesett           | kiesett           | kiesett                    | kiesett                                  | helyezetlen |

## Cselgáncs
Férfi
| Versenyző               | Versenyszám | Selejtező                      | 32-es főtábla                    | Nyolcaddöntő                    | Negyeddöntő       | Elődöntő          | Vigaszág első kör | Vigaszág nyolcaddöntő | Vigaszág negyeddöntő | Vigaszág elődöntő | Bronz- mérkőzés   | Döntő             | Helyezés |
| Versenyző               | Versenyszám | Ellenfél Eredmény              | Ellenfél Eredmény                | Ellenfél Eredmény               | Ellenfél Eredmény | Ellenfél Eredmény | Ellenfél Eredmény | Ellenfél Eredmény     | Ellenfél Eredmény    | Ellenfél Eredmény | Ellenfél Eredmény | Ellenfél Eredmény | Helyezés |
| ----------------------- | ----------- | ------------------------------ | -------------------------------- | ------------------------------- | ----------------- | ----------------- | ----------------- | --------------------- | -------------------- | ----------------- | ----------------- | ----------------- | -------- |
| Ri Gvang (Li Gwang)     | Harmatsúly  | Kim Sang-Mun (KOR) · 0000-0010 | kiesett                          | kiesett                         | kiesett           | kiesett           |                   |                       |                      |                   |                   |                   | 36.      |
| Pak Jongi (Park Yong-I) | Könnyűsúly  | Mike Swain (USA) · 1000-0000   | Laurent Pellet (SUI) · 1000-0000 | Wiesław Błach (POL) · 0000-1000 | kiesett           | kiesett           |                   |                       |                      |                   |                   |                   | 18.      |

Női
| Versenyző                  | Versenyszám | Selejtező         | Nyolcaddöntő                           | Negyeddöntő       | Elődöntő          | Vigaszág nyolcaddöntő | Vigaszág negyeddöntő | Vigaszág elődöntő | Bronz- mérkőzés   | Döntő             | Helyezés |
| Versenyző                  | Versenyszám | Ellenfél Eredmény | Ellenfél Eredmény                      | Ellenfél Eredmény | Ellenfél Eredmény | Ellenfél Eredmény     | Ellenfél Eredmény    | Ellenfél Eredmény | Ellenfél Eredmény | Ellenfél Eredmény | Helyezés |
| -------------------------- | ----------- | ----------------- | -------------------------------------- | ----------------- | ----------------- | --------------------- | -------------------- | ----------------- | ----------------- | ----------------- | -------- |
| Kang Jongok (Kang Yong-Ok) | Légsúly     | erőnyerő          | Li Aj-jüe (Li Aiyue) (CHN) · 0000-0100 | kiesett           | kiesett           |                       |                      |                   |                   |                   | 16.      |

## Íjászat
Női
| Versenyző                                                                          | Versenyszám | Selejtező | Selejtező | Selejtező | Selejtező | Selejtező | Selejtező | Selejtező | Selejtező | Selejtező | Selejtező | Kieséses szakasz                                     | Kieséses szakasz                                                                                             | Kieséses szakasz                                                                                                   | Kieséses szakasz  | Kieséses szakasz  | Helyezés |
| Versenyző                                                                          | Versenyszám | 30 m      | 30 m      | 50 m      | 50 m      | 60 m      | 60 m      | 70 m      | 70 m      | Pont      | Hely.     | 32-es főtábla                                        | Nyolcaddöntő                                                                                                 | Negyeddöntő | Elődöntő          | Döntő             | Helyezés |
| Versenyző                                                                          | Versenyszám | Pont      | Hely.     | Pont      | Hely.     | Pont      | Hely.     | Pont      | Hely.     | Pont      | Hely.     | Ellenfél Eredmény                                    | Ellenfél Eredmény                                                                                            | Ellenfél Eredmény                                                                                                  | Ellenfél Eredmény | Ellenfél Eredmény | Helyezés |
| ---------------------------------------------------------------------------------- | ----------- | --------- | --------- | --------- | --------- | --------- | --------- | --------- | --------- | --------- | --------- | ---------------------------------------------------- | --- | --- | ----------------- | ----------------- | -------- |
| Kim Dzsonghva (Kim Jong-Hwa)                                                       | Egyéni      | 345       | 14.       | 323       | 14.       | 334       | 6.        | 303       | 26.       | 1305      | 14.       | Vang Hsziao-csu (Wang Xiaozhu) (CHN) (19.) · 102-103 | kiesett | kiesett | kiesett           | kiesett           | 19.      |
| Ri Mjonggum (Li Myong-Gum)                                                         | Egyéni      | 341       | 30.       | 306       | 34.       | 325       | 24.       | 309       | 20.       | 1281      | 24.       | Séverine Bonal (FRA) (9.) · 96-104                   | kiesett | kiesett | kiesett           | kiesett           | 29.      |
| Sin Szonghi (Sin Song-Hui)                                                         | Egyéni      | 309       | 61.       | 302       | 43.       | 303       | 53.       | 301       | 29.       | 1215      | 52.       | kiesett                                              | kiesett | kiesett | kiesett           | kiesett           | 52.      |
| Kim Dzsonghva (Kim Jong-Hwa) Ri Mjonggum (Li Myong-Gum) Sin Szonghi (Sin Song-Hui) | Csapat      | 995       | 15.       | 931       | 9.        | 962       | 9.        | 913       | 7.        | 3801      | 11.       |                                                      | Tajvan (TPE) · Laj Fang-mej (Lai Fang-Mei) · Lin Ji-jing (Lin Yi-Yin) · Liu Pi-jü (Liu Pi-Yu) (6.) · 234-231 | Kína (CHN) · Ma Hsziang-csün (Ma Xiangjun) · Vang Hung (Wang Hong) · Vang Hsziao-csu (Wang Xiaozhu) (3.) · 227-235 | kiesett           | kiesett           | 7.       |

## Kerékpározás

### Országúti kerékpározás
Női
| Versenyző                   | Versenyszám   | Idő             | Helyezés      |
| --------------------------- | ------------- | --------------- | ------------- |
| Pak Cshunhva (Pak Chun-Hwa) | Mezőnyverseny | 2:38:38(+33:56) | 53.           |
| Kim Gjonghi (Kim Gyong-Hui) | Mezőnyverseny | 2:39:43(+35:01) | 54.           |
| Cshö Ine (Choi In-Ae)       | Mezőnyverseny | nem ért célba   | nem ért célba |

## Műugrás
Női
| Versenyző                     | Versenyszám        | Elődöntő | Elődöntő | Döntő   | Döntő    |
| Versenyző                     | Versenyszám        | Pont     | Helyezés | Pont    | Helyezés |
| ----------------------------- | ------------------ | -------- | -------- | ------- | -------- |
| Kim Hjeok (Kim Hye-Ok)        | Egyéni műugrás     | 206,64   | 29.      | kiesett | kiesett  |
| Kim Mjongszon (Kim Myong-Son) | Egyéni műugrás     | 232,65   | 28.      | kiesett | kiesett  |
| Kim Cshunok (Kim Chun-Ok)     | Egyéni toronyugrás | 282,36   | 18.      | kiesett | kiesett  |
| Rju Unsil (Ryu Un-Sil)        | Egyéni toronyugrás | 262,56   | 23.      | kiesett | kiesett  |

## Ökölvívás
| Versenyző                     | Versenyszám  | Selejtező                                   | Nyolcaddöntő                   | Negyeddöntő                    | Elődöntő                       | Döntő                      | Helyezés |
| Versenyző                     | Versenyszám  | Ellenfél Eredmény                           | Ellenfél Eredmény              | Ellenfél Eredmény              | Ellenfél Eredmény              | Ellenfél Eredmény          | Helyezés |
| ----------------------------- | ------------ | ------------------------------------------- | ------------------------------ | ------------------------------ | ------------------------------ | -------------------------- | -------- |
| O Cshongcshol (O Chong-Chol)  | Papírsúly    | Anicet Rasoanaivo (MAD) · KO                | Daniel Petrov (BUL) · RSC      | kiesett                        | kiesett                        | kiesett                    | 9.       |
| Cshö Csholszu (Choi Chol-su)  | Légsúly      | Moustafa Esmail (EGY) · 7-4                 | Paul Ingle (GBR) · 13-12       | Robbie Peden (AUS) · 25-11     | Kovács István (HUN) · 10-5     | Raúl González (CUB) · 12-2 |          |
| Ri Gvangsik (Ri Gwang-sik)    | Harmatsúly   | Bognár László (HUN) · leléptetés            | Sergio Reyes, Jr. (USA) · 15-8 | Szerafim Todorov (BUL) · 16-15 | Wayne McCullough (IRL) · 16-21 | kiesett                    |          |
| Ri Cshilgun (Li Chil-Gun)     | Pehelysúly   | Eddy Suárez (CUB) · 5-20                    | kiesett                        | kiesett                        | kiesett                        | kiesett                    | 17.      |
| Jun Jongcshol (Yun Yong-Chol) | Könnyűsúly   | Hong Szongsik (Hong Seong-sik) (KOR) · 2-11 | kiesett                        | kiesett                        | kiesett                        | kiesett                    | 17.      |
| Kim Gilnam (Kim Gil-Nam)      | Félnehézsúly | Torsten May (GER) · 1-9                     | kiesett                        | kiesett                        | kiesett                        | kiesett                    | 17.      |

RSC - a játékvezető megállította a mérkőzést

## Sportlövészet
Férfi
| Versenyző                      | Versenyszám          | Selejtező | Selejtező | Döntő   | Döntő    |
| Versenyző                      | Versenyszám          | Pont      | Helyezés  | Pont    | Helyezés |
| ------------------------------ | -------------------- | --------- | --------- | ------- | -------- |
| Kim Bongcshol (Kim Bong-Chol)  | Gyorstüzelő pisztoly | 581       | 20.*      | kiesett | kiesett  |
| Rju Mjonghong (Ryu Myong-Hong) | Légpisztoly          | 574       | 26.**     | kiesett | kiesett  |
| Rju Mjonghong (Ryu Myong-Hong) | Szabadpisztoly       | 550       | 28.*      | kiesett | kiesett  |
| Szo Gilszan (So Gil-San)       | Szabadpisztoly       | 556       | 16.**     | kiesett | kiesett  |
| Szo Gilszan (So Gil-San)       | Légpisztoly          | 572       | 31.*      | kiesett | kiesett  |
| Kim Mancshol (Kim Man-Chol)    | Futócéllövészet      | 573       | 7.        | kiesett | kiesett  |
| Ri Jongcshol (Li Yong-Chol)    | Futócéllövészet      | 547       | 22.*      | kiesett | kiesett  |

Női
| Versenyző                     | Versenyszám           | Selejtező | Selejtező | Döntő   | Döntő    |
| Versenyző                     | Versenyszám           | Pont      | Helyezés  | Pont    | Helyezés |
| ----------------------------- | --------------------- | --------- | --------- | ------- | -------- |
| Pek Csongszuk (Paek Jong-Suk) | Sportpisztoly         | 571       | 26.**     | kiesett | kiesett  |
| Cshö Undzsu (Chow Un-Ju)      | Sportpuska, összetett | 559       | 36.       | kiesett | kiesett  |

Nyílt
| Versenyző                   | Versenyszám | Selejtező | Selejtező | Elődöntő | Elődöntő | Döntő   | Döntő    |
| Versenyző                   | Versenyszám | Pont      | Helyezés  | Pont     | Helyezés | Pont    | Helyezés |
| --------------------------- | ----------- | --------- | --------- | -------- | -------- | ------- | -------- |
| Pak Csongnan (Pak Jong-Ran) | Skeet       | 144       | 33.****   | kiesett  | kiesett  | kiesett | kiesett  |
| Sin Namho (Sin Nam-Ho)      | Skeet       | 140       | 51.***    | kiesett  | kiesett  | kiesett | kiesett  |

* - egy másik versenyzővel azonos eredményt ért el

** - két másik versenyzővel azonos eredményt ért el

*** - három másik versenyzővel azonos eredményt ért el

**** - nyolc másik versenyzővel azonos eredményt ért el

## Súlyemelés
| Versenyző                     | Versenyszám | Szakítás | Szakítás | Lökés                    | Lökés                    | Összesen | Helyezés |
| Versenyző                     | Versenyszám | Eredmény | Helyezés | Eredmény                 | Helyezés                 | Összesen | Helyezés |
| ----------------------------- | ----------- | -------- | -------- | ------------------------ | ------------------------ | -------- | -------- |
| Kim Mjongsik (Kim Myong-Sik)  | 52 kg       | 105,0    | 8.       | érvényes kísérlet nélkül | érvényes kísérlet nélkül | kiesett  | kiesett  |
| Kil Namszu (Gil Nam-Su)       | 52 kg       | 100,0    | 12.      | 135,0                    | 6.                       | 235,0    | 6.       |
| Kim Jongcshol (Kim Yong-Chol) | 56 kg       | 110,0    | 13.      | 145,0                    | 5.                       | 255,0    | 7.       |
| Ro Hjonil (Ro Hyon-Il)        | 60 kg       | 127,5    | 8.       | 160,0                    | 6.                       | 287,5    | 6.       |
| Ri Dzseszon (Li Jae-Son)      | 60 kg       | 130,0    | 6.       | 150,0                    | 12.*                     | 280,0    | 8.       |
| Im Szangho (Im Sang-Ho)       | 67,5 kg     | 135,0    | 6.*      | 165,0                    | 7.                       | 300,0    | 7.       |
| Kim Mjongnam (Kim Myong-nam)  | 75 kg       | 162,5    | 1.       | 190,0                    | 6.                       | 352,5    |          |
| Pak Imjong (Pak Ui-Myong)     | 75 kg       | 140,0    | 22.      | 185,0                    | 11.                      | 325,0    | 15.      |
| Cson Csholho (Chon Chol-Ho)   | 82,5 kg     | 165,0    | 3.       | 200,0                    | 5.                       | 365,0    | 4.       |
| Jun Cshol (Yun Chol)          | 90 kg       | 150,0    | 16.      | 190,0                    | 10.                      | 340,0    | 12.      |

* - egy másik versenyzővel azonos eredményt ért el

## Torna
Férfi
| Versenyző                   | Versenyszám      | Selejtező | Selejtező | Döntő    | Döntő    |
| Versenyző                   | Versenyszám      | Pontszám  | Helyezés  | Pontszám | Helyezés |
| --------------------------- | ---------------- | --------- | --------- | -------- | -------- |
| Pe Gilszu (Pae Gil-su)      | Talaj            | 18,900    | 53.       | kiesett  | kiesett  |
| Pe Gilszu (Pae Gil-su)      | Ugrás            | 18,750    | 61.       | kiesett  | kiesett  |
| Pe Gilszu (Pae Gil-su)      | Korlát           | 18,725    | 61.       | kiesett  | kiesett  |
| Pe Gilszu (Pae Gil-su)      | Nyújtó           | 19,400    | 8.        | kiesett  | kiesett  |
| Pe Gilszu (Pae Gil-su)      | Gyűrű            | 19,175    | 32.       | kiesett  | kiesett  |
| Pe Gilszu (Pae Gil-su)      | Lólengés         | 19,475    | 5.        | 9,925    | *        |
| Pe Gilszu (Pae Gil-su)      | Egyéni összetett | 114,425   | 31.*      | 56,525   | 29.      |
| Cso Hun (Cho Hun)           | Talaj            | 18,875    | 56.       | kiesett  | kiesett  |
| Cso Hun (Cho Hun)           | Ugrás            | 18,950    | 37.       | kiesett  | kiesett  |
| Cso Hun (Cho Hun)           | Korlát           | 18,700    | 64.       | kiesett  | kiesett  |
| Cso Hun (Cho Hun)           | Nyújtó           | 18,250    | 82.       | kiesett  | kiesett  |
| Cso Hun (Cho Hun)           | Gyűrű            | 18,650    | 72.       | kiesett  | kiesett  |
| Cso Hun (Cho Hun)           | Lólengés         | 18,125    | 82.       | kiesett  | kiesett  |
| Cso Hun (Cho Hun)           | Egyéni összetett | 111,550   | 74.       | kiesett  | kiesett  |
| Sin Mjongszu (Sin Myong-Su) | Talaj            | 19,025    | 40.       | kiesett  | kiesett  |
| Sin Mjongszu (Sin Myong-Su) | Ugrás            | 18,825    | 55.       | kiesett  | kiesett  |
| Sin Mjongszu (Sin Myong-Su) | Korlát           | 18,500    | 75.       | kiesett  | kiesett  |
| Sin Mjongszu (Sin Myong-Su) | Nyújtó           | 18,050    | 89.       | kiesett  | kiesett  |
| Sin Mjongszu (Sin Myong-Su) | Gyűrű            | 19,350    | 21.       | kiesett  | kiesett  |
| Sin Mjongszu (Sin Myong-Su) | Lólengés         | 18,200    | 79.       | kiesett  | kiesett  |
| Sin Mjongszu (Sin Myong-Su) | Egyéni összetett | 111,950   | 69.       | kiesett  | kiesett  |

Női
| Versenyző | Versenyszám      | Selejtező | Selejtező | Döntő    | Döntő    |
| Versenyző | Versenyszám      | Pontszám  | Helyezés  | Pontszám | Helyezés |
| --- | ---------------- | --------- | --------- | -------- | -------- |
| Hvang Bosil (Hwang Bo-Sil) | Talaj            | 18,824    | 84.       | kiesett  | kiesett  |
| Hvang Bosil (Hwang Bo-Sil) | Ugrás            | 19,212    | 81.       | kiesett  | kiesett  |
| Hvang Bosil (Hwang Bo-Sil) | Felemás korlát   | 19,612    | 36.       | kiesett  | kiesett  |
| Hvang Bosil (Hwang Bo-Sil) | Gerenda          | 18,899    | 63.       | kiesett  | kiesett  |
| Hvang Bosil (Hwang Bo-Sil) | Egyéni összetett | 76,547    | 64.       | kiesett  | kiesett  |
| Ri Cshunmi (Li Chun-Mi) | Talaj            | 18,975    | 76.       | kiesett  | kiesett  |
| Ri Cshunmi (Li Chun-Mi) | Ugrás            | 19,412    | 64.       | kiesett  | kiesett  |
| Ri Cshunmi (Li Chun-Mi) | Felemás korlát   | 19,637    | 30.       | kiesett  | kiesett  |
| Ri Cshunmi (Li Chun-Mi) | Gerenda          | 19,012    | 53.       | kiesett  | kiesett  |
| Ri Cshunmi (Li Chun-Mi) | Egyéni összetett | 77,036    | 52.       | 39,074   | 20.*     |
| Cshö Gjonghi (Choi Gyong-Hui) | Talaj            | 18,937    | 79.       | kiesett  | kiesett  |
| Cshö Gjonghi (Choi Gyong-Hui) | Ugrás            | 19,525    | 43.       | kiesett  | kiesett  |
| Cshö Gjonghi (Choi Gyong-Hui) | Felemás korlát   | 19,737    | 17.       | kiesett  | kiesett  |
| Cshö Gjonghi (Choi Gyong-Hui) | Gerenda          | 19,412    | 29.       | kiesett  | kiesett  |
| Cshö Gjonghi (Choi Gyong-Hui) | Egyéni összetett | 77,611    | 37.*      | 38,737   | 27.      |
| Pak Kjongsil (Pak Gyong-Sil) | Talaj            | 9,450     | 92.       | kiesett  | kiesett  |
| Pak Kjongsil (Pak Gyong-Sil) | Ugrás            | 17,887    | 89.       | kiesett  | kiesett  |
| Pak Kjongsil (Pak Gyong-Sil) | Felemás korlát   | 18,900    | 76.       | kiesett  | kiesett  |
| Pak Kjongsil (Pak Gyong-Sil) | Gerenda          | 8,712     | 92.       | kiesett  | kiesett  |
| Pak Kjongsil (Pak Gyong-Sil) | Egyéni összetett | 54,949    | 91.       | kiesett  | kiesett  |
| Kim Gvangszuk (Kim Gwang-Suk) | Talaj            | 19,150    | 62.       | kiesett  | kiesett  |
| Kim Gvangszuk (Kim Gwang-Suk) | Ugrás            | 19,512    | 47.       | kiesett  | kiesett  |
| Kim Gvangszuk (Kim Gwang-Suk) | Felemás korlát   | 19,875    | 2.        | 9,912    | 4.**     |
| Kim Gvangszuk (Kim Gwang-Suk) | Gerenda          | 18,737    | 71.       | kiesett  | kiesett  |
| Kim Gvangszuk (Kim Gwang-Suk) | Egyéni összetett | 77,274    | 44.       | 38,723   | 28.      |
| An Mjonghva (An Myong-Hwa) | Talaj            | 19,224    | 56.       | kiesett  | kiesett  |
| An Mjonghva (An Myong-Hwa) | Ugrás            | 18,999    | 87.       | kiesett  | kiesett  |
| An Mjonghva (An Myong-Hwa) | Felemás korlát   | 18,999    | 71.       | kiesett  | kiesett  |
| An Mjonghva (An Myong-Hwa) | Gerenda          | 18,687    | 74.       | kiesett  | kiesett  |
| An Mjonghva (An Myong-Hwa) | Egyéni összetett | 75,909    | 75.       | kiesett  | kiesett  |
| Hvang Bosil (Hwang Bo-Sil) Ri Cshunmi (Li Chun-Mi) Cshö Gjonghi (Choi Gyong-Hui) Pak Kjongsil (Pak Gyong-Sil) Kim Gvangszuk (Kim Gwang-Suk) An Mjonghva (An Myong-Hwa) | Csapat összetett |           |           | 385,303  | 11.      |

* - két másik versenyzővel azonos eredményt ért el

** - két másik versenyzővel azonos eredményt ért el

### Ritmikus gimnasztika
| Versenyző                 | Versenyszám | Selejtező | Selejtező | Selejtező | Selejtező | Selejtező | Selejtező | Selejtező | Selejtező | Selejtező | Selejtező | Döntő            | Döntő            | Döntő            | Döntő            | Döntő            | Döntő            | Döntő   | Döntő   | Döntő    | Döntő    | Helyezés |
| Versenyző                 | Versenyszám | Karika    | Karika    | Kötél     | Kötél     | Buzogány  | Buzogány  | Labda     | Labda     | Összesen  | Összesen  | Karika           | Karika           | Kötél            | Kötél            | Buzogány         | Buzogány         | Labda   | Labda   | Összesen | Összesen | Helyezés |
| Versenyző                 | Versenyszám | Pont      | Hely.     | Pont      | Hely.     | Pont      | Hely.     | Pont      | Hely.     | Pont      | Hely.     | Pont             | Hely.            | Pont             | Hely.            | Pont             | Hely.            | Pont    | Hely.   | Pont     | Hely.    | Helyezés |
| ------------------------- | ----------- | --------- | --------- | --------- | --------- | --------- | --------- | --------- | --------- | --------- | --------- | ---------------- | ---------------- | ---------------- | ---------------- | ---------------- | ---------------- | ------- | ------- | -------- | -------- | -------- |
| Csong Gum (Chong Gum)     | Egyéni      | 9,050     | 31.*      | 8,875     | 33.**     | 8,925     | 22.**     | 9,025     | 27.*      | 35,875    | 27.       | kiesett          | kiesett          | kiesett          | kiesett          | kiesett          | kiesett          | kiesett | kiesett | kiesett  | kiesett  | 27.      |
| Ri Gjonghi (Li Gyong-Hui) | Egyéni      | 9,150     | 20.***    | 9,150     | 19.**     | 8,850     | 26.*      | 9,275     | 12.       | 36,425    | 17.       | nem teljesítette | nem teljesítette | nem teljesítette | nem teljesítette | nem teljesítette | nem teljesítette | 9,300   | 11.     | 27,512   | 17.      | 17.      |

* - egy másik versenyzővel azonos eredményt ért el

** - két másik versenyzővel azonos eredményt ért el

*** - négy másik versenyzővel azonos eredményt ért el